# Clarence Wheeler
Clarence E. Wheeler (Walnut, 27 de setembro de 1885 - Los Angeles, 28 de dezembro de 1966) foi um  músico e compositor americano. Ele criou a música para muitos dos desenhos animados da série Pica-Pau da Walter Lantz Productions, juntamente com filmes nos anos 50.

## Biografia
Wheeler nasceu em Walnut, Kansas. Ele formou uma orquestra que apareceu no rádio em Chicago na década de 1930, tocando no The Terminix All-Star Program em maio de 1933 no WBBM. Ele foi diretor musical da estação de 1935 a 1938 e foi substituído por Caesar Petrillo, irmão do futuro chefe da Federação Americana de Músicos, James Petrillo. Ele chegou a Hollywood naquele ano e começou a escrever músicas publicadas por Alberto Colombo. Entre suas composições estavam Cinemaland Parade, Silhouette in Rhythm, Sing For Our Fallen Brave, There Must Be a Way, Hey There, Sr. Labor, That Night in Donegal, That Night in Donegal, Tiny Little Big Shot, Hello Broadway, London Calling, os quatro últimos com James J. May.
Ele logo começou a fazer curtas-metragens. Seu primeiro crédito foi no lançamento da Columbia Pictures, Broken Treaties, de 1941, dirigido pelo ex-animador da Warner Bros., Paul Fennell, onde o comentarista de rádio Raymond Gram Swing revisou a história da invasão da Polônia. Ele foi contratado em 1944 por George Pal para fornecer as notas para seus Puppetoons e curtas-metragens de ação ao vivo como This is Oil (1949), lançado pela Paramount Pictures. Wheeler também trabalhou em longas-metragens, fornecendo orquestrações para a extravagância de estrelas Tales of Manhattan (1942) e vários dos filmes Blondie lançados pela Columbia na década de 1940.
Wheeler também pontuou para os primeiros programas de televisão, sendo contratado por Jerry Fairbanks para escrever músicas para a série Public Prosecutor em 1948. Nesse mesmo ano, Wheeler também criou o tema original de abertura e encerramento da série animada Crusader Rabbit, adaptando e organizando as melodias folclóricas The Trail to Mexico (conhecidas em folhas de sugestão como "Rabbit Fanfare") e Ten Little Indians (conhecidas como "Main Title Rabbit").
Algumas músicas do filme de Wheeler foram recompiladas e alugadas para produtores de televisão, para exibição em programas como Topper, Os Intocáveis, Wyatt Earp e Gumby.
Sua primeira trilha de animação foi The 3 Minnies: Sota, Tonka e Ha-Ha! (1949), distribuído pela Republic Pictures. Quando Walter Lantz reabriu seu estúdio em 1950, contratou Wheeler para marcar todos os seus desenhos, quase 140 no total, começando com Puny Express através de The Nautical Nut, que foi lançado em 1967 após a morte de Wheeler.